# 布斯塔雷斯
布斯塔雷斯，是西班牙卡斯蒂利亚-拉曼恰瓜达拉哈拉省的一个市镇。总面积30平方公里，总人口96人（2001年），人口密度3人/平方公里。